# 京都町内会バンド
京都町内会バンド（きょうとちょうないかいバンド）は日本のバンド。略称はKCB（Kyoto Chonaikai Band）。

## メンバー
- 笹野みちる（ボーカル、パーカッション、タンバリン）

京都府出身。さそり座。1988年にロックバンド「東京少年」のボーカルとしてメジャーデビュー。1991年にバンド解散。その後、学業に専念。1993年に「ささのみちる」に改名してシングル「彼女といたい!」でソロデビュー。1995年頃から体調を崩し一時音楽活動を控えていた。この頃から京都に生活拠点を移す。1997年に原田からの誘いを受けKCBに参加、音楽活動を再開した。
- 原田博行（ボーカル、ギター）

音楽活動と並行して同志社中学校・高等学校キリスト教学嘱託講師をしている。また演劇ユニット「は・ひ・ふのか」共同主宰もしており、自身も役者としても活動している。進学塾「京進」高校数学非常勤講師。
- 有田さとこ（ベース、バイオリン、コーラス）

兵庫県出身。みずがめ座。

## 略歴
1997年当時の笹野は心身が疲弊して鬱の状態であり音楽活動を休止していた。インディーズで音楽活動をしていた原田が笹野の様子を気に掛け、気分転換になればと自身のソロライブにゲストボーカリストとして出演を依頼する。断る理由もなかった笹野は出演を快諾し、ライブに向けて原田と共に新曲『僕に捧げる歌』と『Sin』の2曲書き上げる。1997年5月、ライブ敢行。そのライブには清水健太郎や村田聡（現：村田さとし）も参加。村田もまた笹野と同じ大学で軽音楽サークルに所属していた音楽仲間のひとりであった。その後、原田・笹野・村田の3人でアコースティックユニットとしてライブを行わないかと音楽関係者から声が掛かり、ユニット名が必要となった。この時に自嘲気味に「京都町内会バンド」とした。バンド名称の由来は、当時ライブを目にしたRDレコードのスタッフが、バンドを『町内会的な雰囲気』と評した事が笹野の頭に残り、そこからヒントを得たとされている。
「京都町内会バンド」との名称を用いての初めての公の活動は、同年6月22日のラジオ出演からとなる。
同年7月、原田のライブに当時大学4年生だった有田聡子（現：有田さとこ）が参加。その才能に惚れ込みKCBへ勧誘。清水から有田へメンバーチェンジしての4人編成となる。
2001年から2003年の2年間、井上正行（キーボード）が参加し5人体制であった。
活動としては、年に1〜2回の京都（会場：磔磔、拾得、モダンタイムス）と東京（会場：スターパインズカフェ）を中心とするライブツアーを行う。
2022年、活動開始から25周年目を迎えたこの年に村田聡が脱退。

## ディスコグラフィー

### アルバム
1. HIMAGINE（1998年3月21日）
2. かけぶとん（1999年6月1日） ※きらっといきるテーマ「ハラッパ2000」収録
3. スイスイ（2001年10月15日）
4. 4SPACE（2004年8月2日）※遊びに行こっ！EDテーマ「おりたたみ自転車」収録
5. grateful smile（2005年8月3日） - ベストアルバム
6. KYOUCHOVA 10th Anniversary（2007年8月） - 自主制作5枚組アルバム
7. 輝く記憶（2008年11月5日）
8. そんなつもり（2017年8月9日）
9. Summertime Folk（2023年9月6日）

### ミニアルバム
- OBU OBU（2000年10月） - 自主制作
- たこみたい　ねこみたい（2002年7月7日）

### ライブアルバム
- 日常生活（1998年10月20日）
- C&R（2015年3月18日）

### シングル
- ごきげんいかがですか はな子（2009年8月）

### DVD
- たこみたい ねこみたい／おかげさまです（2002年7月） - ビデオクリップ集
- ひっくりかえそう！（2004年6月） - ライブDVD